# Barza község
Barza község (románul: Comuna Bârsa) község Arad megyében, Romániában. Központja Barza, beosztott falvai Körösvajda, Zarándhódos, Áldófalva.

## Népessége
A 2011-es népszámlálás adatai alapján a község népessége 1791 fő volt.